# Otto Lüth
Otto Lüth (* 23. Oktober 1899 in Oldenburg in Holstein; † 29. Dezember 1965 ebenda) war ein deutscher Politiker (SPD).
Lüth war von Beruf Angestellter. 1946 wurde er zum Gemeinderat, Kreistagsmitglied und Bürgermeister gewählt, letzteres Amt hatte er zwei Jahre inne. Im Jahr darauf, 1947 wurde er im Wahlkreis Oldenburg-West direkt in den Landtag von Schleswig-Holstein gewählt, dem er bis 1950 angehörte. Lüth war Vorsitzender des SPD-Kreisverbands.